# Eulima raymondi
Eulima raymondi är en snäckart som beskrevs av Thomas Rivers 1904. Eulima raymondi ingår i släktet Eulima och familjen Eulimidae. Inga underarter finns listade i Catalogue of Life.